# Malin Gewinner
Malin Gewinner (* 1987) ist eine deutsche Autorin und Buchgestalterin.

## Leben
Gewinner studierte Visuelle Kommunikation an der Universität der Künste Berlin (BA), der Zürcher Hochschule der Künste (BA) und am Werkplaats Typografie, Arnheim (MA). Seit 2019 ist sie Künstlerische Mitarbeiterin in der Systemdesign-Klasse bei Maureen Mooren. Außerdem arbeitet sie als Gestalterin bei Spector Books Leipzig. Zwischen 2017 und 2019 hatte sie Lehraufträge an der Hochschule für Künste Bremen und der Universität der Künste Berlin. 2016 wurde ihr Buch „Die Anthropomorpha – Tiere im Krieg“ bei Matthes & Seitz Berlin veröffentlicht.
In ihrer Arbeit beschäftigt sie sich mit Systemen, Archiven, Identitäten und Forschungsarbeiten. Sie bewegt sich dabei in verschiedenen Bereichen wie Fotografie, Bewegtbild und Grafikdesign.

## Auszeichnungen
Ihre Arbeit wurde mehrfach ausgezeichnet, u. a. mit dem Preis für Die schönsten deutschen Bücher 2021, der Kassel Dummy Award 2019 und der Förderpreis für junge Buchgestaltung 2015.

## Publikationen (Auswahl)
- 2017: Die Anthropomorpha: Tiere im Krieg, Matthes & Seitz, ISBN 978-3957573353
- 2019: Artists & agents : Performancekunst und Geheimdienste mit Kata Krasznahorkai und Sylvia Sasse, Spector Books OHG (Verlag), ISBN 978-3-95905-313-6
- 2020: Leipzig Hauptbahnhof 1981/82 / Helga Paris mit Helga Paris und Inka Schube, Spector Books Leipzig, ISBN 978-3-95905-324-2
- 2022: Die Neue Institution. Institutionen als Praxis mit Olaf Nicolai, Bernd M. Scherer, Hannes Drißner, Markus Dreßen, Spector Books OHG (Verlag), ISBN 978-3-95905-665-6